# Мунд
Мунд (лат. Mundus, грч. Μουνδος; 536†) био је гепидски поглавар и источноримски (византијски) војсковођа у време цара Јустинијана I.
Мунд је по византијском хроничару Јовану Малали био син гепидског краља. После очеве смрти живео је у Сирмију (данашњој Сремској Митровици) са ујаком Трапстилом, такође једним од краљева Гепида. Трапстила је међутим убијен 488. у боју са Остроготима, а Мунд је касније прихватио позив Теодорика Великог и ступио у његову службу. Све до Теодорикове смрти 526. године Мунд је живео у Италији и командовао савезничким одредом Гепида. Пошто је Теодорик умро, вратио се у Подунавље и 529. је послао молбу Јустинијану са жељом да ступи у царску службу. Цар је позитивно одговорио и поставио Мунда за врховног заповедника војске у Илирику (magister militum per Illyricum). Одмах по ступању на дужност, Мунд је пресрео један пљачкашки поход Словена, а наредне, 530., поразио је Бугаре који су упали у Тракију. Заробио је једног од њихових поглавара и са богатим пленом га је послао у Константинопољ. Након што је у априлу 531. године Велизар претрпео неугодан пораз у борби са Персијанцима код Калиника, Јустинијан је поставио Мунда на његово место. Мунд је тако постао врховни војни заповедник Истока (magister militum per Orientem), мада извори не говоре да ли је уопште путовао на исток Царства или је наименовање било чисто номинално. Оно што је сигурно да се са својим одредом херулских најамника обрео у Цариграду почетком 532. године. На други дан устанка "Ника" 14. јануара Јустинијан га је послао као члана делегације која је требало да преговара са побуњеницима. Пошто су прилике кренуле лоше по цара, Јустинијан се спремао да се са двором склони у малоазијски град Хераклеју. По том плану Мунд је требало да остане у Цариграду и чува са својим људима царску палату. Ипак, царица Теодора је повратила срчаност Јустинијану, а Велизар и Мунд су разрадили план обрачуна са побуњеницима. Малобројна и добро увежбана царска војска је упала на цариградски хиподром 18. јануара и извршила страховит покољ окупљених. У току једног дана наводно је побијено 30 000 побуњеника без обзира на године и пол, побуна је угушена, а Јустинијанов режим најзад учвршћен. Мунд је, можда у виду награде за учињено током „Нике“, поново постављен на место врховног команданта Илирика. Јустинијан је и за њега и за Велизара имао још грандиознији план: обнову царске власти на Западу. Пошто је Велизар 533. освојио Вандалску краљевину, 535. отпочело је освајање краљевине Острогота (Готски рат). Мунд је са својим војницима послат у Далмацију коју је брзо преотео Готима и утврдио свој штаб у Салони (данашњем Сплиту). Наредне 536. Остроготи су покренули велику офанзиву у Далмацији. Мундов син Маврикије је са малобројном војском погинуо у тешкој борби са Готима недалеко од Салоне. Ражалошћени и разјарени Мунд је одмах повео своју војску на Готе и у бици, коју је Јорданес описао као једну од најкрвавијих у то доба, је поразио остроготску војску, али је и сам погинуо. Прокопије из Цезареје је описао Мунда као смелог и енергичног војника бескрајно оданог Јустинијану.